# Championnats d'Europe d'aviron 1969
Navigation
Édition précédente Édition suivante
Les championnats d'Europe d'aviron 1969, soixante-et-unième édition des championnats d'Europe d'aviron, ont lieu en 1969 à Klagenfurt, en Autriche.